# Arjona (gênero)
- Commons
- Wikispecies

Arjona é um género botânico pertencente à família Santalaceae.